# (500394) 2012 TT90
(500394) 2012 TT90 es un asteroide perteneciente al cinturón de asteroides, descubierto el 7 de octubre de 2012 por el equipo del Pan-STARRS desde el Observatorio de Haleakala, Hawái, Estados Unidos.

## Designación y nombre
Designado provisionalmente como 2012 TT90.

## Características orbitales
2012 TT90 está situado a una distancia media del Sol de 3,179 ua, pudiendo alejarse hasta 3,693 ua y acercarse hasta 2,664 ua. Su excentricidad es 0,161 y la inclinación orbital 2,718 grados. Emplea 2070,61 días en completar una órbita alrededor del Sol.
Los próximos acercamientos a la órbita de Júpiter se producirán el 12 de julio de 2068, el 3 de julio de 2079 y el 11 de julio de 2090, entre otros.

## Características físicas
La magnitud absoluta de 2012 TT90 es 16,8.